# 阮福瀾
阮福瀾（グエン・フック・ラン、Nguyễn Phúc Lan、1600年 - 1648年）は、ベトナムの広南国の国王。廟号は神宗。諡号は孝昭皇帝。阮福源の次男。

## 経歴
1635年、阮福源の死後、即位した。父の政策を継承して、鄭阮戦争で守勢を取り、ポルトガル人の援助を受けて、防壁工事をつづけ、鄭主の進攻を防御した。南方の真臘、占城地域には版図を拡大させた。王を自称して「功上王」（Công Thượng Vương）と号した。
1640年、イエズス会の宣教師アレクサンドル・ドゥ・ロードが富春にやってきて、教会を建設した。6年後、阮福瀾はキリスト教の拡大を自己の統治への脅威とみなし、キリスト教を禁圧した。ロードは死罪にあたるとされたが、最終的には国外追放となった。ロードの出国後も、キリスト教の宣教はひそかに続けられた。
1642年、鄭梉はオランダの大砲と戦艦を導入して、大規模な南進をおこなった。鄭氏の率いる御林軍は第一道の防御壁を破ったが、翌年の第二道の防御壁の攻撃では御林軍は阮福瀾に敗れた。海上では阮福瀾はポルトガルの戦艦を用いて鄭梉のオランダ戦艦を撃破した。鄭梉は進攻を取りやめて、北方に撤退した。
1648年3月19日、阮福瀾は死去し、その子の阮福瀕が位を嗣いだ。
1803年、かれの子孫の阮福映が阮朝を建国すると、神宗（Thần Tông）の廟号を贈られ、承基纘統剛明雄毅威断英武孝昭皇帝（Thừa Cơ Toàn Thống Quân Minh Hùng Nghị Uy Đoán Anh Vũ Hiếu Chiêu Hoàng Đế）と諡された。